# Arthur Grunenberg
Arthur Grunenberg (Königsberg, 25 aprile 1880 – Bad Reichenhall, 25 luglio 1952) è stato un illustratore, pittore e grafico tedesco.

## Biografia
Arthur Grunenberg nacque a Königsberg, figlio di Oscar Grunenberg, proprietario di un birrificio, e della moglie Lydia Passarge. Dopo aver ottenuto un dottorato di ricerca in giurisprudenza, abbandonò la carriera forense per quella artistica, incoraggiato da Franz von Lenbach. Si formò quindi a Monaco con Christian Landenberger e a Berlino con Arthur Kampf.
Si specializzò nel ritrarre e abbozzare ballerini in movimento e realizzò ritratti dei più grandi danzatori dell'epoca, tra cui Vaclav Fomič Nižinskij, Tamara Platonovna Karsavina e Anna Pavlovna Pavlova, oltre che alcune delle prima tournée in Europa dei Balletti russi. Oltre al disegno e alla pittura ad olio, Grunenberg si affermò come illustratore di classici della letteratura quali opere di Orazio, Boccaccio e Dostoievski.